# Słupek okienny

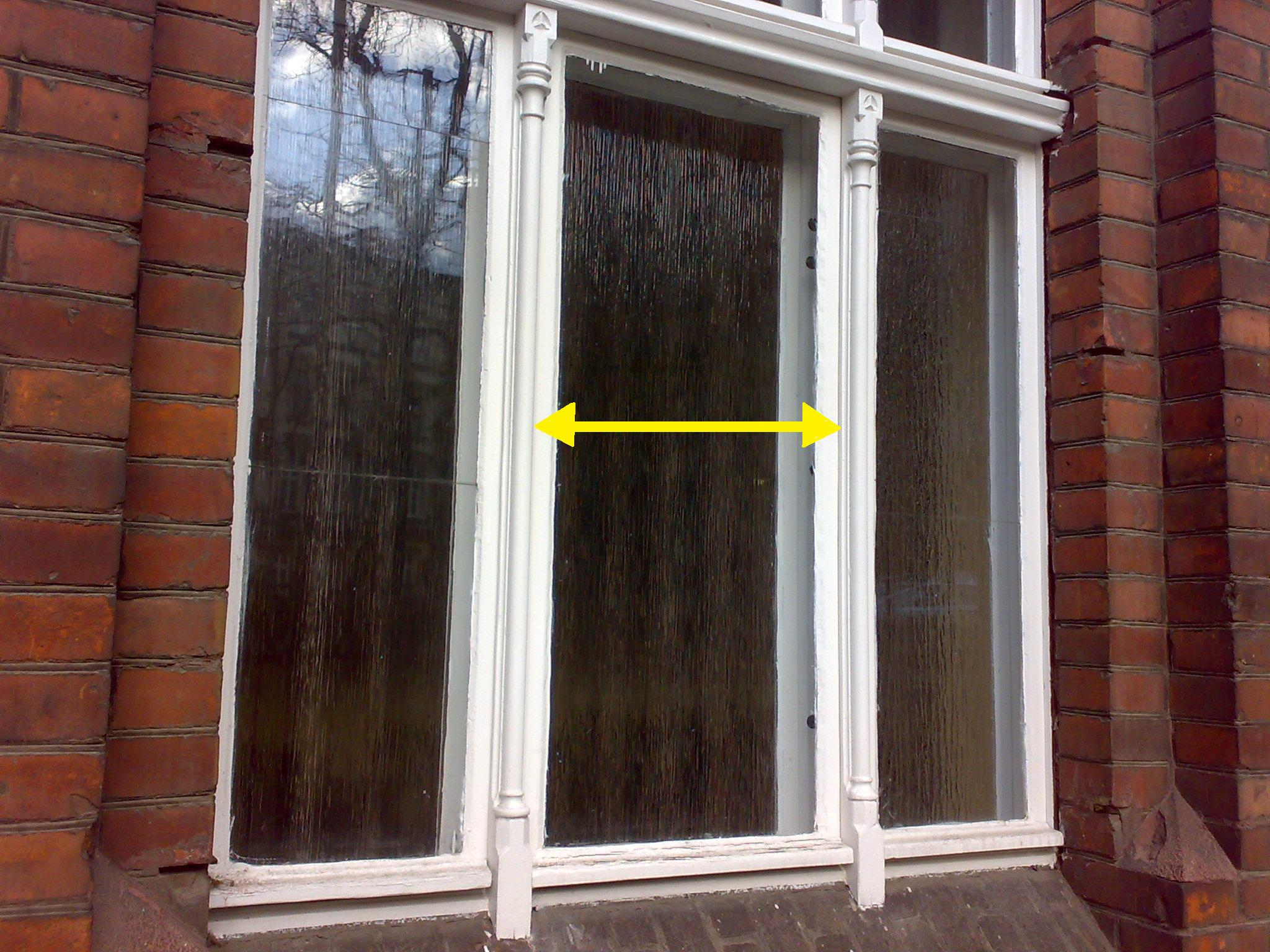
Słupki okienne

Słupek okienny – pionowy element podziału okna wielodzielnego, zamocowany w progu (dół) i ślemieniu (góra). Decyduje o podziale pionowym okna.
Słupki okienne były często bogato zdobione lub rzeźbione. Zaczęły wychodzić z użycia w drugiej połowie XVIII wieku (dwory, pałace) oraz około połowy XIX wieku (kamienice). Zostały wyparte przez listwy przymykowe, które początkowo dekoracją nawiązywały do słupków. 